# Lietavská Lúčka
Lietavská Lúčka (maďarsky Litvailló, do roku 1902 Ljetavalucska) je obec v okrese Žilina na Slovensku. V roce 2011 zde žilo 1 751 obyvatel.

## Poloha
Lietavská Lúčka leží na rozhraní Žilinské kotliny a Rajecké doliny a protéká jí řeka Rajčianka, která způsobila v obci několik povodní.

## Dějiny
Poprvé se připomíná v roce 1393 jako součást Lietavského panství. Během prvního sčítání lidu v roce 1784 měla 38 domů a 244 obyvatel, podle soupisu z roku 1828 bylo v obci 29 domů a 327 obyvatel a během sčítání v roce 1910 již 756 obyvatel. V roce 1907 byla k Lietavské Lúčce připojena obec Ilové, která se poprvé připomíná v roce 1439 a ve středověku byla majetkem Strečnínského hradního panství.
Obyvatelstvo Lietavské Lúčky se v minulosti zabývalo tradičním zemědělstvím, chovem ovcí, včelařstvím a od počátku 20. století prací v cementárně.
V letech 1980 až 1991 byla Lietavská Lúčka připojena k městu Žilina. Po roce 1991 se stala opět samostatnou obcí.

## Osobnosti
- Ján Slota (* 1953), politik